# Ricardo Cardoso Guimarães
Ricardo Cardoso Guimarães, également connu sous le nom de Cadum, né le 4 octobre 1959, à São Paulo, au Brésil, est un ancien joueur et entraîneur brésilien de basket-ball. Il évolue durant sa carrière au poste d'arrière.

## Palmarès
- Champion des Amériques, 1984 1988
- 3e du championnat des Amériques 1989, 1992
- Vainqueur des Jeux panaméricains de 1987
- Finaliste des Jeux panaméricains de 1983